# 1798
1798 (MDCCXCVIII) fue un año común comenzado en lunes según el calendario gregoriano.

## Acontecimientos
- 15 de enero: Francisco de Goya comienza a pintar los frescos de la iglesia madrileña de san Antonio de la Florida.
- 10 de febrero:  El general francés Louis-Alexandre Berthier toma cautivo al papa, acabando con su supremacía (cumpliendo una antigua profecía bíblica)
- 22 de marzo: proclamación de la República Helvética.
- 31 de octubre: John Dalton descubre la enfermedad de la vista llamada discromatopsia o ceguera de los colores, conocida vulgarmente como daltonismo.
- En Ayerbe (España) se levanta la torre del reloj.
- En Inglaterra, el médico Edward Jenner descubre la vacuna.
- España: tropas británicas ocupan Menorca.
- Francia se enfrenta contra la coalición europea.
- En Roma (Italia) el papa Pío VI es tomado prisionero por el general Louis Alexandre Berthier, llevado y muerto en cautiverio, desde esa fecha el poder del papado sobre los gobiernos de Europa quedó quebrantado, hasta 2 siglos después en las décadas de 1980 y 1990 de la mano de Juan Pablo II.
- En Inglaterra se inaugura el primer ferrocarril público.

## Música
- Ludwig van Beethoven compone la Sonata para piano en sol mayor, op. 14.
- Joseph Haydn compone La creación.

## Ciencia y tecnología
- Thomas Malthus escribe Ensayo sobre el principio de la población.
- Louis Nicolas Vauquelin descubre el berilio y el cromo

## Nacimientos
- 19 de enero: Auguste Comte, filósofo francés (f. 1857).
- 11 de febrero:Joaquín Gori (70), político conservador Colombiano (f. 1868)
- 6 de marzo: Jasmin, poeta francés (f. 1864).
- 6 de abril: Manuel Jordán Valdivieso, militar chileno (f. 1825).
- 26 de abril: Eugène Delacroix, pintor francés (f. 1863).
- 29 de junio: Giacomo Leopardi, poeta italiano (f. 1837).
- 13 de julio: Carlota de Prusia, aristócrata alemana.
- 2 de agosto: Luis Fernández de Córdoba, militar, político y diplomático español (f. 1840).
- 26 de septiembre:Tomás Cipriano de Mosquera (80), político Liberal Colombiano y cuatro veces Presidente de Colombia
- En septiembre: Pedro Ríos, el Tambor de Tacuarí, niño soldado argentino (f. 1811).
- 28 de octubre: Henri Bertini, compositor y pianista francés (f. 1876).
- 14 de noviembre: Policarpa Salavarrieta, heroína de la independencia Colombiana
- 24 de diciembre: Adam Mickiewicz, poeta polaco (f. 1855).
- Sin fecha exacta: John Williams Wilson, marino británico, naturalizado chileno (f. 1857).

## Fallecimientos
- 9 de enero: Pedro Pablo Abarca  (79), aristócrata y militar español. (n. 1718).
- 10 de mayo: George Vancouver, oficial de marina y explorador británico (n. 1757).
- 20 de mayo: Cándido María Trigueros, escritor, traductor y dramaturgo español (n. 1736).
- 4 de junio: Giacomo Casanova, escritor italiano (n. 1725).
- 4 de octubre: Antoine de Chézy, ingeniero francés, conocido internacionalmente por su contribución a la hidráulica de los canales abiertos, en particular por la fórmula de Chézy (n. 1718).
- 4 de diciembre: Luigi Galvani, médico, fisiólogo y físico italiano (n. 1737).
- 9 de diciembre: Johann Reinhold Forster, naturalista polaco de origen alemán (n. 1729).